# Anghelache Donescu
Anghelache Donescu (n. 18 octombrie 1945, București, România – d. 28 august 2023) a fost un călăreț român, laureat cu bronz la Moscova 1980 alături de Dumitru Velicu și Petre Roșca.
Anghelache Donescu a fost unul din cei mai de preț călăreți români, continuind sa scoata performante la Clubul Armatei steaua de echitatie cu seniori se exceptie, dar si cu juniori. El spera ca acest club sa ramana in istorie ca in toti acesti ani.

## Distincții
- Ordinul „Meritul Sportiv” clasa a III-a (15 aprilie 1981) „pentru rezultatele deosebite obținute la Jocurile olimpice de vară de la Moscova — 1980, precum și pentru contribuția adusă la dezvoltarea activității sportive și la creșterea prestigiului sportului românesc pe plan internațional”[3]